# NGC 1565
NGC 1565 je galaksija u zviježđu Eridanu.

## Vanjske poveznice
- SEDS: NGC 1565